# Stiriodes umbria
Stiriodes umbria là một loài bướm đêm trong họ Noctuidae.